# Preston Brook
Preston Brook is een civil parish in het bestuurlijke gebied Halton, in het Engelse graafschap Cheshire met 809 inwoners.